# Spectrum Range
Spectrum Range är en bergskedja i Kanada.   Den ligger i provinsen British Columbia, i den centrala delen av landet, 3 900 km väster om huvudstaden Ottawa.
Spectrum Range sträcker sig 142 km i sydvästlig-nordostlig riktning. Den högsta toppen är Mount Edziza, 2 787 meter över havet.
Topografiskt ingår följande toppar i Spectrum Range:
- Ambition Mountain
- Amphitheatre Ridge
- Armadillo Peak
- Artifact Ridge
- Big Mountain
- Butterfly Mountain
- Cache Hill
- Camp Hill
- Cartoona Peak
- Cocoa Crater
- Coffee Crater
- Cone Mountain
- Crocus Mountain
- Devils Elbow Mountain
- Dokdaon Mountain
- Endeavour Mountain
- Esja Peak
- Exile Hill
- Gertrude Mountain
- Gnu Butte
- Hamper Mountain
- Hankin Peak
- Hoyaa Peak
- Ice Peak
- Kaia Bluff
- Kana Cone
- Keda Cone
- Kitsu Peak
- Koosick Bluff
- Kounugu Mountain
- Kuno Peak
- Middle Mountain
- Mount Edziza
- Mount Gordon
- Mount Helveker
- Mount Hickman
- Mount Hoole
- Mount Kirk
- Mount Kuys
- Mount LaCasse
- Mount Laura
- Mount McGrath
- Mount Robertson
- Mount Scotsimpson
- Mount Turner
- Mount Walter
- Mount Verrett
- Nahta Cone
- Nanook Dome
- Nightout Mountain
- Obsidian Ridge
- Oksa Mountain
- Ornostay Bluff
- Outcast Hill
- Phacops Mountain
- Pheno Mountain
- Pillow Ridge
- Recumbent Mountain
- Saddlehorn Mountain
- Sidas Cone
- Stickleback Ridge
- Strata Mountain
- Sugarloaf Mountain
- Surprise Mountain
- Tadeda Peak
- Tadekho Hill
- Tennena Cone
- The Knob
- The Pyramid
- Tsekone Ridge
- Tshiyone Mountain
- Warm Spring Mountain
- Wetalth Ridge
- Williams Cone
- Yagi Ridge
- Yeda Peak
- Zagoddetchino Mountain

Trakten runt Spectrum Range består i huvudsak av gräsmarker. Trakten runt Spectrum Range är nära nog obefolkad, med mindre än två invånare per kvadratkilometer.